# Marles-les-Mines
 Marles-les-Mines  es una población y comuna francesa, situada en la región de Norte-Paso de Calais, departamento de Paso de Calais, en el distrito de Béthune y cantón de Divion.

## Demografía
| 11 119 | 9942 | 7938 | 7327 | 6790 | 6088 |
| Para los censos de 1962 a 1999 la población legal corresponde a la población sin duplicidades (Fuente: INSEE [Consultar]) |      |      |      |      |      |